# Maria vom Siege (Schwarzhofen)

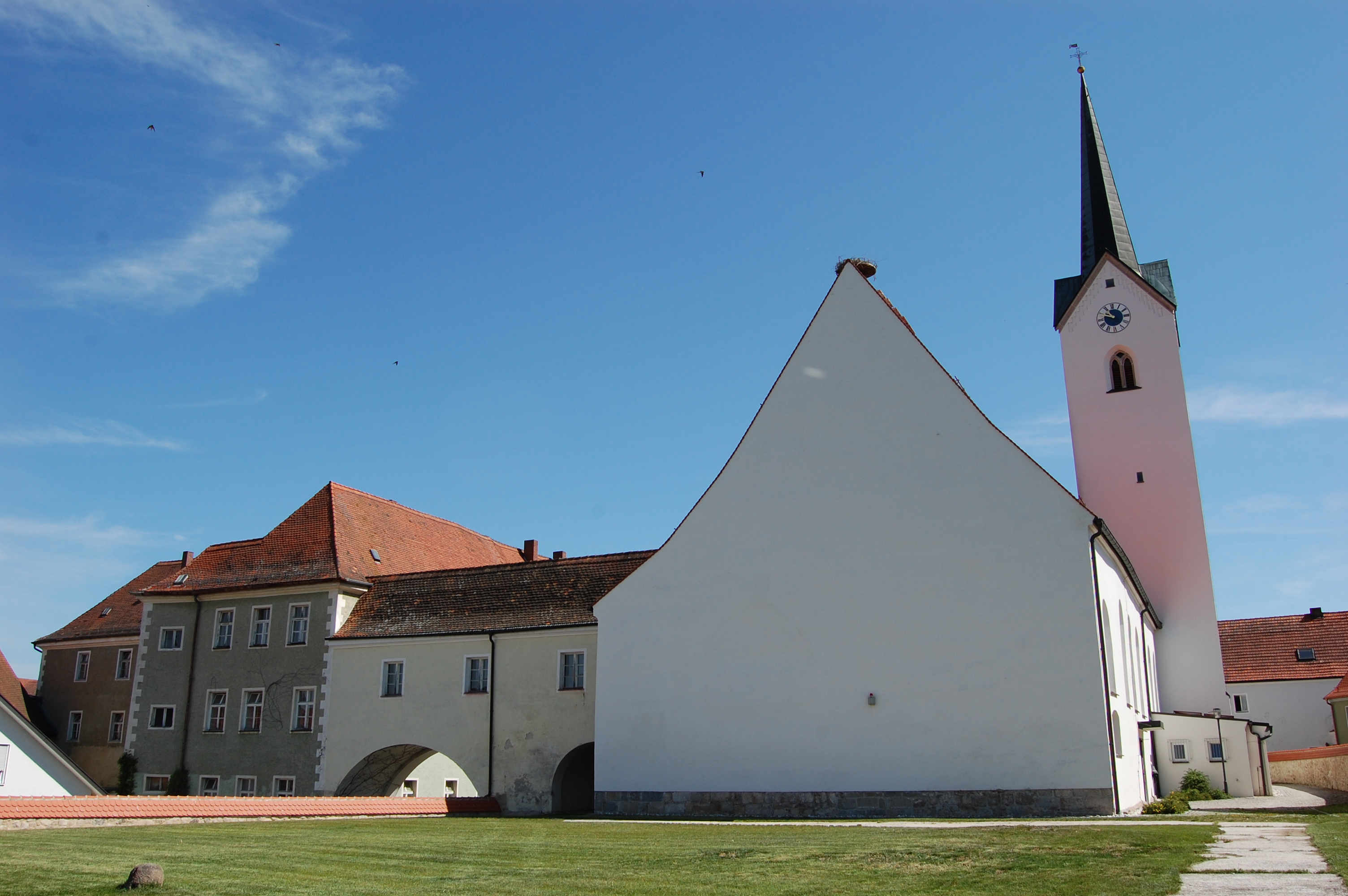
Maria vom Siege (Schwarzhofen)

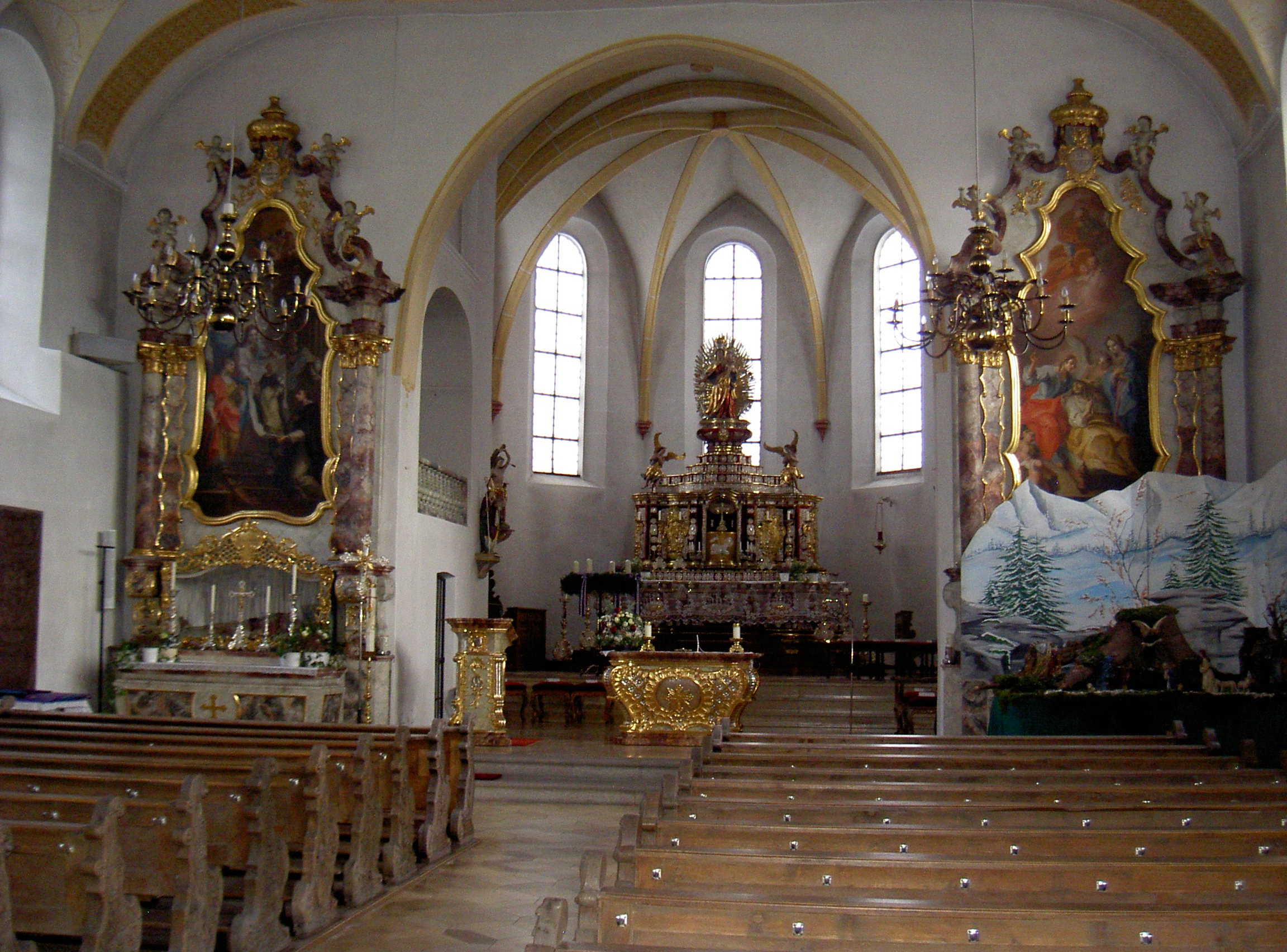
Innenansicht

Die römisch-katholische, denkmalgeschützte Pfarrkirche Maria vom Siege steht in Schwarzhofen, einem Markt im Landkreis Schwandorf in der Oberpfalz. Sie gehört zum Bistum Regensburg. Das Bauwerk ist unter der Denkmalnummer D-3-76-164-15 als Baudenkmal in die Bayerische Denkmalliste eingetragen.

## Beschreibung
Die Hallenkirche wurde nach einem Brand von 1717 vereinfacht als Saalkirche erneuert. Die Mauern des Langhauses aus dem 14./15. Jahrhundert und der von Strebepfeilern gestützte, dreiseitig geschlossene gotische Chor im Osten wurden beibehalten. An der Südwand des Chors steht ein Chorflankenturm, der nach einem Brand 1972 wiedererrichtet wurde. Sein oberstes Geschoss unter dem spitzen Helm beherbergt die Turmuhr und den Glockenstuhl, in dem fünf Kirchenglocken hängen.
Der Innenraum des Langhauses ist mit einem Stichkappengewölbe überspannt, der des Chors mit einem Kreuzrippengewölbe. Zur Kirchenausstattung gehört ein 1723 gebauter Hochaltar, der 1888 aus der Wallfahrtskirche Bogenberg übernommen wurde.
Die um 1760 von Andreas Weiß gebaute Orgel (14/II/P) auf der Empore im Westen des Langhauses wurde im beibehaltenen Prospekt von Weise zunächst 1925 (15/II/P) und dann 1983 (18/II/P) durch ein jeweils neues Werk ersetzt.